# Singularity (tacicaのアルバム)
『singularity』（シンギュラリティ）は、tacicaの8枚目のオリジナルアルバム。2022年6月29日にSEMELPROUSから発売。

## 解説
前作『panta rhei』から約3年ぶりとなるフルアルバム。
プライベートレーベル「SEMELPROUS」からリリースされる初のアルバムで、シングル曲3曲に新曲9曲を加えた全12曲を収録。6月29日より配信リリースされ、7月10日よりCDがライブ会場にて販売される。CDはSony Music Shop限定でツアー終了後に通販開始。

## 収録曲
全作詞・作曲：猪狩翔一
編曲：tacica, 野村陽一郎
1. Dignity [3:19]
2. 冒険衝動 [4:35] 
会場限定シングル「冒険衝動/stars」表題曲。
3. BROWN [5:13]
4. stars [3:58]
会場限定シングル「冒険衝動/stars」表題曲。
5. space folk [3:43]
6. Rooftop Hymn [1:08]
7. デッドエンド [3:27]
8. アロン [4:00]
9. GLOW [3:29]
10. ダンス [3:53] 
コーラスとして元チャットモンチーであり、猪狩の妻である橋本絵莉子が参加している。
11. ねじろ [5:55] 
　2nd配信限定シングル表題曲。
12. 人間讃歌 [4:58]

## 参加ミュージシャン
- tacica
  - 猪狩翔一：Vocal,Guitar
  - 小西悠太：Bass
- 野村陽一郎：Guitar, Piano
- 中畑大樹：Drums
- 橋本絵莉子：Chorus（#10）